# Ministère de la Santé (Québec)
Pour les articles homonymes, voir Ministère de la Santé.
Le ministère de la Santé est un ancien ministère du gouvernement du Québec, en activité de 1936 au 22 décembre 1970.
Il est ensuite remplacé par le Ministère des Affaires sociales.

## Historique
Bien que l’État québécois ait légiféré sur certains aspects de la santé publique dès 1886 avec la Loi d’hygiène publique,
c’est en 1936, à la suite de la Grande Dépression, que le département de la Santé est créé dans la province. 
La Loi sur l'assurance hospitalisation instaure la gratuité pour tous les soins hospitaliers à partir du 1er janvier 1961. La création de la Régie de l'assurance maladie achève la mise en place d'un système de soin universel au Québec, puisque l'ensemble des services médicaux sont dorénavant à la charge de l'État.
Le ministère disparaît lors de la proclamation de la loi 42 le 22 décembre 1970. Son dernier ministre est Claude Castonguay, considéré comme le « père de l'assurance maladie » au Québec, qui devient le premier ministre du nouveau Ministère des Affaires sociales.

### Liste des ministres
- Claude Castonguay, mai 1970 au 22 décembre 1970